# Bastion (herb szlachecki)
Bastion (Bastjon) – polski herb szlachecki.

## Opis herbu
W tarczy z dwiema pobocznicami niebieskimi – obłożonymi: prawa dwiema liliami złotymi w słup i lewa jedną takową – dwudzielnej w pas, w górnej części srebrnej mur z bramą, za nim trzy wieże, w dolnej czerwonej rzut poziomy bastionu. W klejnocie nad hełmem w koronie trzy pióra strusie, między prawym a środkowym gałązka z trzema zielonymi liśćmi.

## Najwcześniejsze wzmianki
Herb nadany 15 września 1816 roku Janowi Grandville de Mallet (Malletski) – generałowi brygady, dyrektorowi Korpusu Inżynierów Wojska Polskiego.

## Herbowni
- Jan Chrzciciel de Grandville Malletski